# Relaciones Libia-Vietnam
Las relaciones entre Libia y Vietnam se refieren a las relaciones bilaterales entre Libia y Vietnam. Los dos países son miembros del Grupo de los 77 y de las Naciones Unidas.

## Historia

Muammar Gaddafi (izquierda) con Võ Nguyên Giáp (derecha) y el ministro de Defensa cubano Raúl Castro (centro) charlando en Argelia durante una recepción que marcó la guerra de independencia de Argelia el 2 de noviembre de 1979.

El Comité Intergubernamental se reunió por décima vez en Hanói en febrero de 1998 y por novena vez en Trípoli del 14 al 17 de mayo de 2001 (la delegación vietnamita encabezada por el ministro de Construcción Nguyen Manh Kiem). Después de muchos aplazamientos, la décima sesión del Comité Nacional de los dos países se reunió en Hanói del 12 al 14 de diciembre de 2007. En esta reunión, las dos partes revisaron las actas de la novena sesión y firmaron un protocolo de cooperación entre el VCCI y la Cámara de Comercio de Libia-CN. El vice primer ministro Pham Gia Khiem recibió al jefe de la delegación en nombre del Primer Ministro.
Actualmente, Vietnam tiene casi 4000 empleados en Libia. Las dos partes están intercambiando cooperación mano a cuerpo, incluyendo Vietnam - Libia y algunos países africanos en el campo de la inversión y la agricultura.
Se siguen promoviendo las relaciones políticas: los viceministros de relaciones exteriores de los dos países se visitan entre sí; los ministros de relaciones exteriores de los dos países firman acuerdos de referencia política, las dos partes se apoyan mutuamente como miembros no permanentes del Consejo de Seguridad/ONU y se coordinan en foros internacionales; Libia continúa manteniendo la Oficina de Cooperación Económica en Hanói.
El Comité de los dos países se reunió para la décima sesión del 12 al 14 de diciembre de 2007 en Hanói y la undécima sesión en Trípoli en 2008; la delegación del Comité de Vietnam, en solidaridad con Libia, visitó y asistió a un seminario sobre compensación colonial; la cooperación laboral en la construcción civil se amplió con una serie de nuevos contratos que proporcionaban más de 4200 trabajadores, la cooperación económica y comercial se siguió manteniendo a un nivel modesto
Los dos países intercambiaron muchas delegaciones y firmaron muchos acuerdos y acuerdos:
Acuerdo de Cooperación Económica, Científica y Técnica (19 de febrero de 1976)
Acuerdo comercial (17 de octubre de 1983).
Cooperación del memorando de entendimiento entre 2 BNG (31 de enero de 2007).
La relación entre las dos partes ha sido elogiada por la parte vietnamita de la siguiente manera:
"Gracias al cultivo de generaciones de líderes y a los esfuerzos del pueblo de los dos países, la amistad y la cooperación multifacética entre Vietnam y Libia se fortalecen y desarrollan cada vez más".
Libia y muchos países del Tercer Mundo apoyaron a Hanói cuando Vietnam del Norte todavía era un rival de los Estados Unidos en la guerra de Indochina.
Además, el pasado anticolonial del norte de África también hizo que los movimientos de izquierda aquí amaran al Viet Minh y más tarde a Vietnam del Norte más de lo habitual.
En el mundo árabe, que ha perdido repetidamente ante Occidente, el espíritu de "Vietnam gana sobre los EE. UU." es una alegría para los antiimperialistas.
En el sitio web de la Embajada de Vietnam en Libia está escrito:
"Los dos países siempre se han apoyado y ayudado mutuamente en la lucha anterior por la independencia y la libertad, así como en la construcción y el desarrollo actuales del país"

## Después de la guerra civil libia
Debido al impacto de la guerra civil libia, el derrocamiento del régimen de Gadafi llevó a la superposición de las relaciones diplomáticas entre Libia y Vietnam, casi congeladas a pesar de que el gobierno de Hanói había reconocido al nuevo gobierno en Libia.

## Misiones diplomáticas
- Libia tiene una embajada en Hanói.
- Vietnam está acreditado ante Libia a través de su embajada en El Cairo, Egipto.